# Jorge Soler González
Jorge Soler González (Lérida, 1975) es un médico, docente, escritor y político español, diputado de Ciudadanos en el Parlamento de Cataluña en la XI y XII legislatura.

## Biografía
Jorge Soler se licenció en Medicina en la Universitat de Lleida y se doctoró en 2007 con la tesis «Inmigración en la ciudad de Lleida: estado de salud, incapacidades laborales, farmacia y utilización de los servicios sanitarios», premiada más tarde por el Consejo Económico y Social de España y publicada como libro en 2008. Trabajó como médico de familia en el Centro de Atención Primaria de Rambla Ferran de Lleida entre los años 2005 y 2015, y paralelamente, entre 2012 y 2015 fue vicedecano Jefe de Estudios de la Facultad de Medicina de la Universitat de Lleida. Ha realizado investigaciones sobre desigualdad social, inmigración, comunicación y empatía, y participado en proyectos de investigación, tesis doctorales y conferencias. El año 2015 recibió el premio nacional Labor Universitaria en Medicina de Familia otorgado por la Sociedad Española de Medicina de Familia y Comunitaria (semFyC).
Por otro lado, ha publicado varios libros de divulgación científica, novela y ensayo, y más de sesenta artículos científicos. Fue miembro del Consejo de Redacción de la Revista Oficial del Colegio de Médicos de Lleida. Desde 2015 publica periódicamente una columna de opinión en Segre denominada Vent de Ponent.
En el año 2015, después de ganar las elecciones primarias, fue escogido como cabeza de lista independiente de la circunscripción electoral de Lleida para las listas de Ciudadanos para las elecciones en el Parlamento de Cataluña de 2015. Su propuesta se basaba en la reactivación de la economía, la estimulación de las políticas sociales, la lucha contra la corrupción y el impulso de una educación de calidad y trilingüe. El resultado electoral obtenido en los comicios, Ciudadanos consiguió 25 representantes parlamentarios, le permitió ser diputado de la XI legislatura de la Cataluña autonómica. Durante esa legislatura fue el presidente de la Comisión del Estatuto de los Diputados, portavoz de Ciudadanos en la  Comisión de Salud y miembro del consejo Asesor del Parlamento sobre Ciencia y Tecnología.
En las elecciones al Parlamento de Cataluña de 2017 fue elegido diputado por Ciudadanos por la circunscripción electoral de Lleida, siendo la lista más votada con 36 diputados y obteniendo 3 diputados en su provincia, siendo portavoz en la Comisión de Salud y miembro de la Diputación Permanente hasta diciembre de 2020. Posteriormente se reincorporó a su plaza de médico en el Institut Català de la Salut.

## Obras
- Soler González, Jorge; Torrecillas, David; Rosich Rosich, Antoni. Fotografia digital en Atenció Primària.  CAMFiC, 2007. ISBN 978-84-96684-01-0
- Soler González, Jorge. Inmigración en la ciudad de Lleida: estado de salud, incapacidades laborales, farmacia y utilización de los servicios sanitarios.  Consejo Económico y Social (España), 2008. ISBN 9788481882971.
- Soler González, Jorge. ¿Por qué lloran los inmigrantes? Sentirse enfermo lejos de casa.  Milenio, 2010. ISBN 9788497433334.
- Soler González, Jorge. El pájaro en el jardín.  Milenio, 2014. ISBN 9788497436137.
- Soler González, Jorge; Raurich Leandro, Jordi. Comunicación y atención primaria para alumnos de Medicina.  Universitat de Lleida, 2015. ISBN 9788484097365.
- Soler González, Jorge. Café Soledad. Lacre, 2019. ISBN 978-84-17300-52-4.
- Soler González, Jorge. Elogiar la libertad. Valparaíso, 2021. ISBN 978-84-17096-23-6.